# 2464 Nordenskiöld
2464 Nordenskiöld là một tiểu hành tinh vành đai chính với chu kỳ quỹ đạo là 2059.0149135 ngày (5.64 năm).
Nó được phát hiện ngày 19 tháng 1 năm 1939.